# Петров (Гомельский район)
Петров (бел. Пятро́ў) — посёлок в Азделинском сельсовете Гомельского района Гомельской области Беларуси.

## География

### Расположение
В 9 км от железнодорожной станции Лазурная (на линии Жлобин — Гомель), 16 км на северо-запад от Гомеля.

### Гидрография
На юге мелиоративные каналы, соединённые с рекой Беличанка (приток реки Уза).

## Транспортная сеть
Транспортные связи по просёлочной, затем автомобильной дороге Жлобин — Гомель. Планировка состоит из прямолинейной широтной улицы, застроенной деревянными домами усадебного типа.

## История
Основан в начале XX века переселенцами из соседних деревень. В 1926 году в Азделинском сельсовете Уваровичского района Гомельского округа. В 1931 году жители вступили в колхоз. Во время Великой Отечественной войны 17 жителей погибли на фронте. В 1959 году в составе колхоза имени С. М. Кирова (центр — деревня Азделино).

## Население

### Численность
- 2004 год — 15 хозяйств, 33 жителя.

### Динамика
- 1926 год — 19 дворов, 115 жителей.
- 1959 год — 135 жителей (согласно переписи).
- 2004 год — 15 хозяйств, 33 жителя.